# Råstojaure
Råstojaure (aktuell stavning Rostojávri) är en sjö i Kiruna kommun i Sverige och Målselvs kommun i Norge, belägen mellan Torne träsk och Treriksröset. Sjön utgör en bifurkation, det vill säga den har två separata utflöden. Åt nordväst flyter Råstaelva, ett biflöde till Målselva som mynnar i Atlanten. Åt öster rinner Rostoeatnu, ett biflöde till Lainioälven som i sin tur är ett biflöde till den i Bottenviken mynnande Torneälven. Cirka 55 procent av utflödet sker genom de norska vattendragen. Sjön har en area på 34,14 kvadratkilometer och ligger 682,2 meter över havet. Råstojaure ligger i Torne och Kalix älvsystem Natura 2000-område.

## Delavrinningsområde
Råstojaure ingår i det delavrinningsområde (763784-720700) som SMHI kallar för Utloppet av Råstojaure. Medelhöjden är 676 meter över havet och ytan är 30,52 kvadratkilometer. Räknas de 43 avrinningsområdena uppströms in blir den ackumulerade arean 280,07 kvadratkilometer. Rostoeatnu som avvattnar avrinningsområdet har biflödesordning 3, vilket innebär att vattnet flödar genom totalt 3 vattendrag innan det når havet efter 489 kilometer. Avrinningsområdet består mestadels av kalfjäll (64 procent). Avrinningsområdet har 34,79 kvadratkilometer vattenytor vilket ger det en sjöprocent på 31,8 procent.